# 极越01
极越01，前称集度ROBO-01，是吉利汽车与百度合作公司集度推出的一款跨界休旅车，也是极越品牌下的首款车型。该车最初以概念车的形式于2022年6月8日发布，2023年8月改为现名，同年10月27日正式上市销售。

## 历史
2021年9月，吉利与百度合资成立的集度汽车对外发布首批深度伪装原型车的谍照。2022年6月8日，集度发布其首款汽车机器人概念车ROBO-01，该款概念车搭载英伟达双Orin X芯片。该概念车的首发量产版本探月限定版于10月27日上市，2023年开启交付。
2023年8月14日，集度品牌正式更名为极越，“集度ROBO-01”更名为“极越01”，同时进入工信部的产品公示公告，意味着该车型取得正式上市销售的资格。极越01的正式量产版本于10月27日上市，上市初期分极越01 Max和极越01 Max Performance两款配置版本，入门版售价为24.99万元人民币。
2024年8月29日，极越01推出升级版本，改版后的车型换装了SiC MOSFET永磁同步电机，在降低耗电量的同时提升了续航里程。

## 特征

### 外观设计

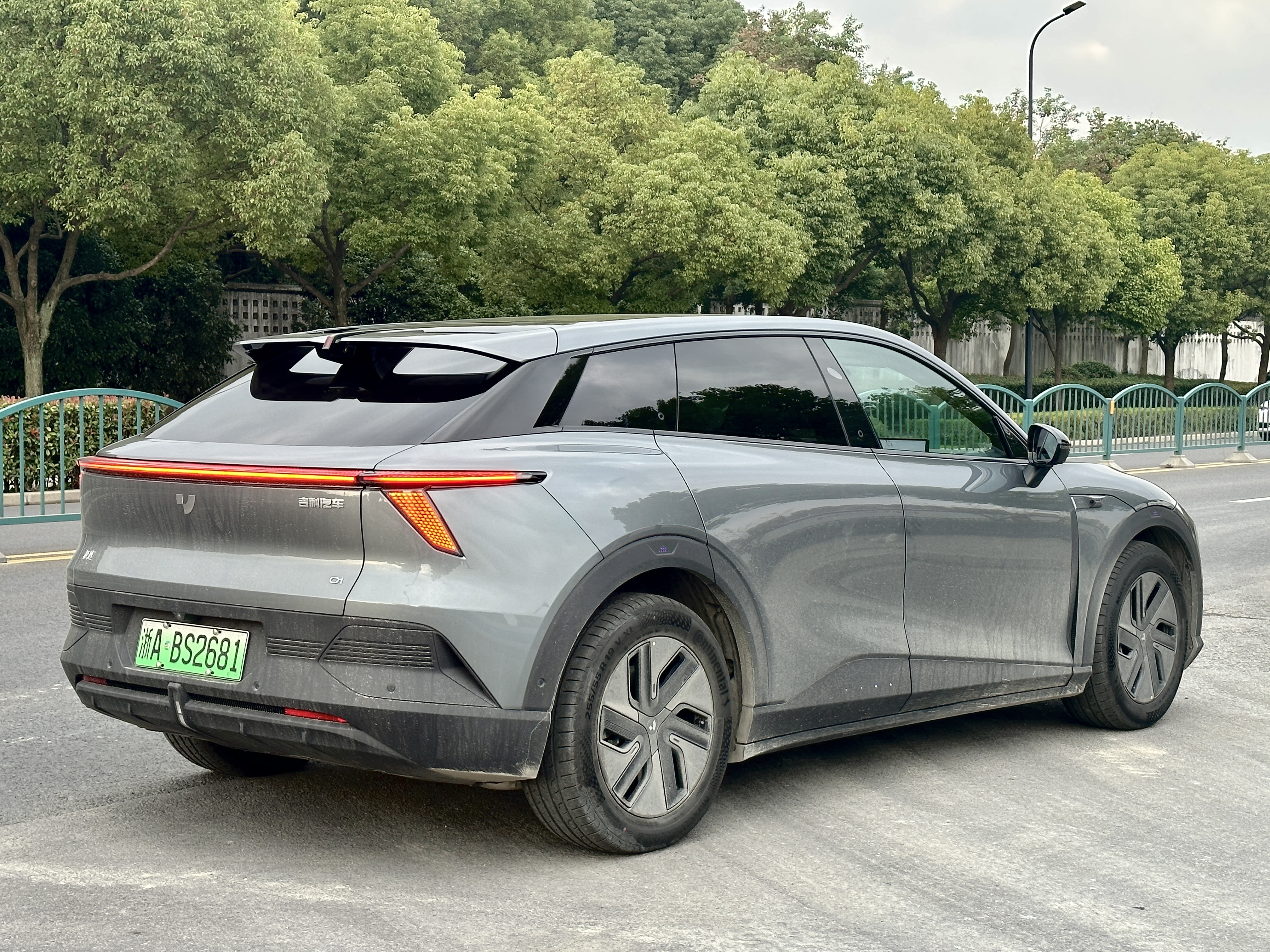
极越01后侧图

极越01在外观上，大量复制了首次亮相前原型车的特征。该车前部和车身后部均采用全LED制成的全宽灯带装饰，而细长的车顶线条向后缓缓倾斜，凹陷和凹槽的数量保持在最低限度，以保持平坦的表面。极越01采用电动感应门取代传统门把手，具备语音、按键、UWB钥匙等多种开关门方式；每扇门配备毫米波雷达。该车的标配版轮毂采用集成化结构设计的花瓣造型，也可选配21寸运动轮毂。

### 内饰

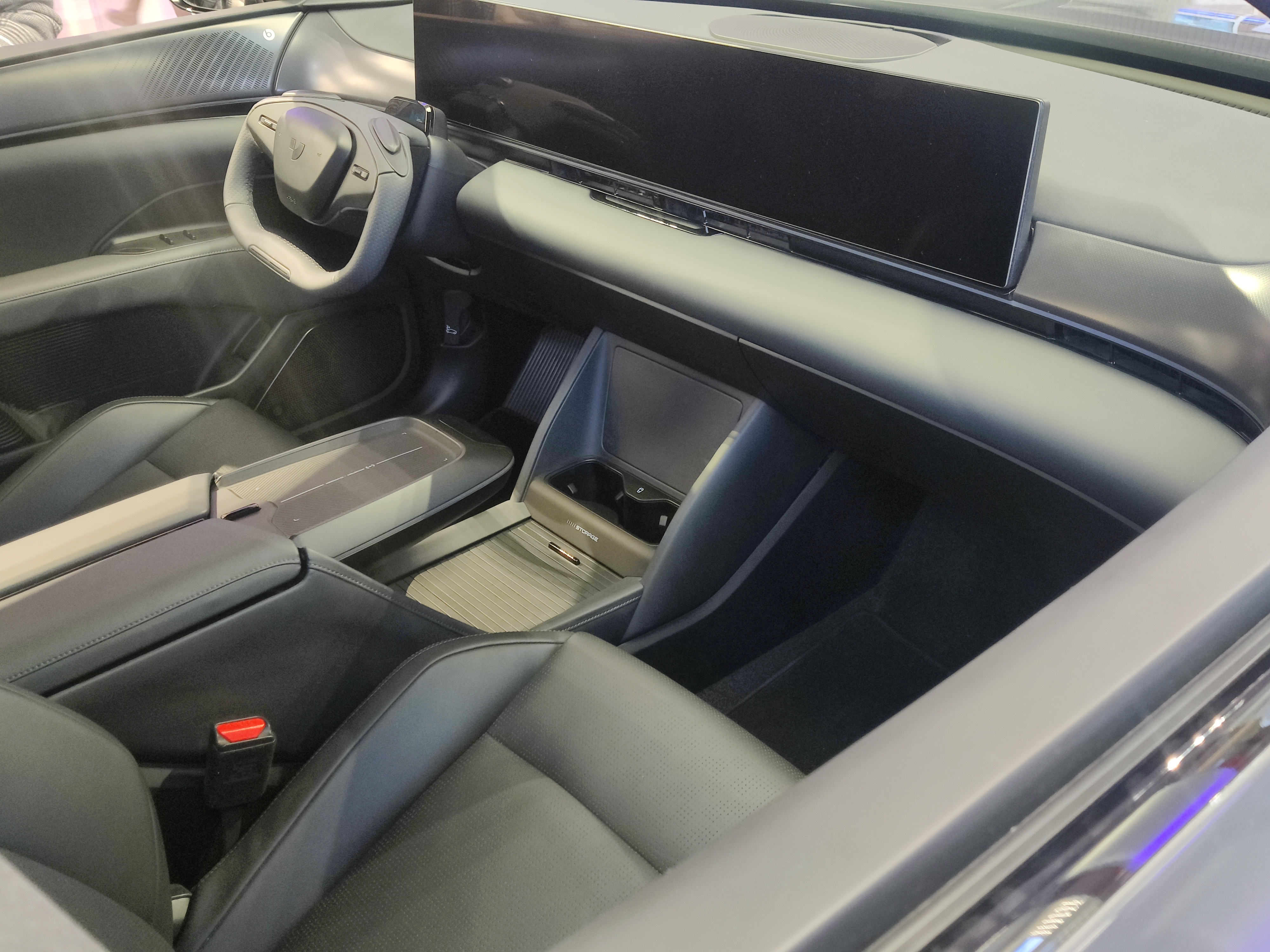
极越01内饰

极越01的客舱以未来主义和简约为设计风格，方向盘有全幅和半幅两种规格可供用户选择；仪表板则取消了开关和传统仪表布局，而是由一个35英寸的大型显示屏取代，该显示屏横跨整个驾驶舱宽度并以3D技术显示图像。全车取消了换挡杆、方向盘后方拨杆、中控物理按键、门把手等传统操作，将扶手台成为纯粹的储物空间，扶手前端提供手机无线充电功能，扶手箱内置12V电源和双Type-C接口。

### 硬件
极越01采用双英伟达Orin X+高通骁龙8295芯片，支持百度Apollo高阶自动驾驶，可以在高速、城市、泊车多场景下实现智能驾驶，同时实现了语音AI算法全量本地化。该车还配备了31个外部传感器、12个高清摄像头、两个LiDAR环境监测雷达和一个人工智能系统。

### 动力系统
极越01同时提供三元锂和磷酸铁锂两种电池的版本，电机驱动方面分为单电机以及双电机两个版本。单电机最大功率200千瓦，双电机版本综合功率为400千瓦，最大续航里程超过700公里。双电机版本车型百公里加速为3.9秒。

## 荣誉
极越01先后获得过多项国际设计奖项，包括红点设计大奖、IF產品設計獎和日本优良设计奖。